# Grand Champions Cup maschile 1997
La Grand Champions Cup 1997 si è svolta dal 15 al 24 novembre 1997 a Hiroshima, Osaka e Tokyo, in Giappone: al torneo hanno partecipato sei squadre nazionali e la vittoria finale è andata per la prima volta al Brasile.

## Impianti
|                                                                                             |                                                                   |                                                                               |
|                                                                                             |                                                                   |                                                                               |
| Hiroshima Prefectural Sports Center Città: Hiroshima Capienza: 10 000 Anno d'apertura: 1994 | Osaka-jō Hall Città: Osaka Capienza: 16 000 Anno d'apertura: 1983 | Yoyogi National Gymnasium Città: Tokyo Capienza: 13 291 Anno d'apertura: 1964 |

## Regolamento

### Formula
Le squadre hanno disputato un'unica fase con formula del girone all'italiana.

### Criteri di classifica
Sono stati assegnati 2 punti alla squadra vincente e 1 a quella sconfitta.
L'ordine del posizionamento in classifica è stato definito in base a:
- Punti;
- Ratio dei set vinti/persi;
- Ratio dei punti realizzati/subiti;
- Risultati degli scontri diretti.

## Squadre partecipanti
| Squadra     | Qualificazione                             | Ultima partecipazione |
| ----------- | ------------------------------------------ | --------------------- |
| Australia   | Wild card                                  | Debutto               |
| Brasile     | 1ª al campionato sudamericano 1997         | Giappone 1993         |
| Cina        | 1ª al campionato asiatico e oceaniano 1997 | Debutto               |
| Cuba        | 1ª al campionato nordamericano 1997        | Giappone 1993         |
| Giappone    | Paese organizzatore                        | Giappone 1993         |
| Paesi Bassi | 1ª al campionato europeo 1997              | Debutto               |

## Torneo

### Risultati
| 15 novembre 1997 Osaka-jō Hall, Osaka Durata: ? - Spettatori: ?               | Giappone    | 3 - 0 | Australia   | 15-4, 15-10, 15-3                |
| 15 novembre 1997 Osaka-jō Hall, Osaka Durata: ? - Spettatori: ?               | Cina        | 3 - 1 | Paesi Bassi | 15-13, 15-10, 12-15, 15-5        |
| 15 novembre 1997 Osaka-jō Hall, Osaka Durata: ? - Spettatori: ?               | Cuba        | 1 - 3 | Brasile     | 15-13, 10-15, 4-15, 9-15         |
| 17 novembre 1997 Osaka-jō Hall, Osaka Durata: ? - Spettatori: ?               | Brasile     | 3 - 0 | Australia   | 15-2, 15-11, 15-3                |
| 17 novembre 1997 Osaka-jō Hall, Osaka Durata: ? - Spettatori: ?               | Cuba        | 3 - 0 | Cina        | 15-12, 15-11, 15-3               |
| 17 novembre 1997 Osaka-jō Hall, Osaka Durata: ? - Spettatori: ?               | Paesi Bassi | 3 - 2 | Giappone    | 15-9, 22-24, 16-14, 11-15, 15-9  |
| 19 novembre 1997 Hiroshima Sports Center, Hiroshima Durata: ? - Spettatori: ? | Cina        | 0 - 3 | Brasile     | 5-15, 12-15, 10-15               |
| 19 novembre 1997 Hiroshima Sports Center, Hiroshima Durata: ? - Spettatori: ? | Australia   | 0 - 3 | Paesi Bassi | 24-26, 12-15, 5-15               |
| 19 novembre 1997 Hiroshima Sports Center, Hiroshima Durata: ? - Spettatori: ? | Giappone    | 2 - 3 | Cuba        | 15-7, 4-15, 15-13, 6-15, 11-15   |
| 22 novembre 1997 Yoyogi National Gymnasium, Tokyo Durata: ? - Spettatori: ?   | Cina        | 3 - 1 | Giappone    | 8-15, 15-13, 15-12, 15-11        |
| 22 novembre 1997 Yoyogi National Gymnasium, Tokyo Durata: ? - Spettatori: ?   | Brasile     | 3 - 2 | Paesi Bassi | 15-9, 15-12, 13-15, 12-15, 15-10 |
| 22 novembre 1997 Yoyogi National Gymnasium, Tokyo Durata: ? - Spettatori: ?   | Cuba        | 3 - 1 | Australia   | 15-3, 12-15, 15-4, 15-12         |
| 24 novembre 1997 Yoyogi National Gymnasium, Tokyo Durata: ? - Spettatori: ?   | Australia   | 2 - 3 | Cina        | 12-15, 9-15, 15-13, 15-12, 13-15 |
| 24 novembre 1997 Yoyogi National Gymnasium, Tokyo Durata: ? - Spettatori: ?   | Giappone    | 0 - 3 | Brasile     | 5-15, 11-15, 17-19               |
| 24 novembre 1997 Yoyogi National Gymnasium, Tokyo Durata: ? - Spettatori: ?   | Paesi Bassi | 3 - 1 | Cuba        | 15-11, 16-14, 4-15, 15-8         |

### Classifica
| Pos | Squadra     | Pt | G | V | P | SV | SP | Ratio | PF  | PS  | Ratio |
| --- | ----------- | -- | - | - | - | -- | -- | ----- | --- | --- | ----- |
| 1   | Brasile     | 10 | 5 | 5 | 0 | 15 | 3  | 5.000 | 267 | 175 | 1.525 |
| 2   | Paesi Bassi | 8  | 5 | 3 | 2 | 12 | 9  | 1.333 | 289 | 287 | 1.006 |
| 3   | Cuba        | 8  | 5 | 3 | 2 | 11 | 9  | 1.222 | 253 | 219 | 1.155 |
| 4   | Cina        | 8  | 5 | 3 | 2 | 9  | 10 | 0.900 | 233 | 248 | 0.939 |
| 5   | Giappone    | 6  | 5 | 1 | 4 | 8  | 12 | 0.666 | 251 | 263 | 0.954 |
| 6   | Australia   | 5  | 5 | 0 | 5 | 3  | 15 | 0.200 | 172 | 273 | 0.630 |

## Podio

### Campione
Formazione: 1 Ricardo Micieli, 2 Cássio das Neves, 3 Gilmar Nascimento, 4 Luis Monzillo, 5 Gilberto de Godoy, 6 Douglas Chiarotti, 7 Nalbert Bitencourt, 8 Gustavo Endres, 9 Joel dos Santos, 10 Renato Felizardo, 11 Ricardo Garcia, 12 Manius Abbadi, CT: Radamés Lattari

## Classifica finale
| Pos | Squadra     |
| --- | ----------- |
|     | Brasile     |
|     | Paesi Bassi |
|     | Cuba        |
| 4   | Cina        |
| 5   | Giappone    |
| 6   | Australia   |

## Premi individuali
| Premio                | Nome               | Squadra     |
| --------------------- | ------------------ | ----------- |
| MVP                   | Nalbert Bitencourt | Brasile     |
| Miglior realizzatore  | Nalbert Bitencourt | Brasile     |
| Miglior attaccante    | Bas van de Goor    | Paesi Bassi |
| Miglior muro          | Liang Zheng        | Cina        |
| Miglior servizio      | David Beard        | Australia   |
| Miglior palleggiatore | Misha Latuhihin    | Paesi Bassi |
| Miglior ricevitore    | Nalbert Bitencourt | Brasile     |
| Miglior difesa        | Tieming Li         | Cina        |